# 396 (tal)
396 är det naturliga talet som följer 395 och som följs av 397.

## Inom vetenskapen
- 396 Aeolia, en asteroid.

## Inom matematiken
- 396 är ett jämnt tal.
- 396 är ett sammansatt tal.
- 396 är ett ymnigt tal.
- 396 är ett nonagontal.
- 396 är ett Erdős–Woodstal.